# Sompolno
Sompolno (deutsch 1939–1943 Deutscheck, 1943–1945 Deutscheneck) ist eine Stadt und Sitz der gleichnamigen Stadt- und Landgemeinde im Powiat Koniński der Wojewodschaft Großpolen in Polen.

## Geographie
Sompolno liegt an der Netze und befindet sich innerhalb der großpolnischen Seenplatte, in der historischen Region Südpreußen. Die Stadt befindet sich 25 Kilometer nordöstlich von der Kreisstadt Konin und 22 Kilometer nordwestlich von der ehemaligen Kreisstadt Koło (ehemals Warthbrücken).

## Geschichte
1242 hielt sich Herzog Kasimir I. in Sompolno auf als er für das Kloster Sulejów eine Urkunde ausstellen ließ.
1332 fiel der Süden Kujawiens bis an die Netze, und somit auch Sompolno, an den Deutschen Orden und verblieb bei diesem bis 1343. Es deutet vieles darauf hin das der Orden die günstige Lage des Dorfes nutzte um einen militärischen Stützpunk zu errichten. Die steilen Dorfhügelabhänge ergaben außerdem eine gute Verteidigungsstellung. Der Name einer am Saum des sumpfigen Flußtals gelegenen Straße "Błankowa" deutet möglicherweise auf eine Befestigung an diesem Standort hin, da "błanki" die polnische Form des deutschen Wortes Planken beziehungsweise Balken ist, diese wurden im Mittelalter für den Bau von Befestigungsanlagen in die Erde eingerammt.
Am 13. Dezember 1477 verlieh der Erzbischof von Gnesen, Jakob Sienno, den zwei Dörfern Sompolno, dem geistlichen und dem ehemals adligen, die Stadtrechte. Dem polnischen Forscher Warężak zufolge, erfolgte jedoch die erste Stadtgründung bereits im Jahr 1360, tatsächlich wurde Sompolno auch in diesem Jahr zum ersten Mal in einem amtlichen Dokument erwähnt.
Die Stadt gehörte bis 1793 zum Königreich Polen (Polen-Litauen) und kam nach der Zweiten Teilung Polens zu Preußen in der preußischen Provinz Südpreußen wo sie dem Kreis Konin angehörte. Durch Bürgermeister Eylenow, der Anfang 1798 das Amt des Bürgermeisters übernahm, wurde aktiv die deutsche Einwanderung nach Sompolno gefördert, dies wurde aber auch durch die siedlungsfreudige Einstellung von König Friedrich Wilhelm III. begünstigt. Die preußische (deutsche) Zeit endete für die Stadt 1807 mit der Gründung des polnischen Herzogtums Warschaus, dessen Teil Sompolno mit ganz Großpolen wurde.
Sompolno blieb als Teil des Herzogtums Warschaus, später Kongresspolens und schließlich der Zweiten Polnischen Republik  bis zum Überfall durch das Deutsche Reich 1939 polnisch, wurde jedoch als Teil des neugeschaffenen "Warthelandes" völkerrechtswidrig annektiert und in Deutscheck umbenannt, 1943 folgte die Anpassung des Stadtnamens in "Deutscheneck". Deutscheck/Deutscheneck gehörte zu dieser Zeit dem Landkreis Warthbrücken an. 1940 folgte die Errichtung eines Ghettos für Juden in Deutscheck.
Nach Ende des Zweiten Weltkrieges wurde Sompolno als Teil der Volksrepublik Polen wieder polnisch, die deutsche Bevölkerung der Stadt wurde in Folge dessen vertrieben.

## Ortsteile.
Zur Stadt- und Landgemeinde (gmina miejsko-wiejska) gehören neben der Stadt Sompolno weitere 21 Ortsteile mit einem Schulzenamt.
Belny
Biele (Biele Holland; 1943–1945 Weißenfelde)
Janowice (1943–1945 Johannisdorf)
Kolonia Lipiny
Koszary (1943–1945 Koßaren)
Lubstów (1943–1945 Lustenau)
Lubstówek (1943–1945 Kirchberg)
Marcjanki
Marianowo (1943–1945 Marienort)
Mąkolno (1943–1945 Friedrichsruh)
Mostki (1943–1945 Ziegelbrück)
Nowa Wieś (1943–1945 Neuendorf)
Ostrówek (1943–1945 Scharfeck)
Ośno Górne
Przystronie (1943–1945 Bergeshöh)
Racięcice (1943–1945 Hermannsau)
Sompolinek
Stefanowo (1943–1945 Stefansdorf)
Sycewo (1943–1945 Saatenfelde)
Wierzbie (1943–1945 Wirze)
Zakrzewek (1943–1945 Schöngarten)

## Weitere Ortschaften
Bagno (1943–1945 Moorsdorf)
Błonawy (1943–1945 Wiesendorf)
Bronisława
Czamża
Dąbrowa
Drzewiec
Grądy (1943–1945 Erlengrund)
Jaźwiny (1943–1945 Jaßwingen)
Jesionka
Kazubek
Klonowa
Kolonia Wierzbie
Łagiewniki (1943–1945 Lägelwitz)
Marcinkowo
Młynek
Nadjezioro
Olszewo
Ośno Dolne
Ośno Podleśne
Paprocin
Piaski (1943–1945 Ostsand)
Płoszewo
Police (1943–1945 Wangenheim)
Radowo (1943–1945 Raden)
Romanowo
Ryn
Siedliska (1943–1945 Siedeln)
Smolarnia (1943–1945 Eschental)
Smólniki Mostkowskie
Spólnik
Suszewy
Szczerkowo
Wroczewo (1943–1945 Neukamwitz)
Wymysłowo
Zdrojki
Zofia

## Verkehr
In Sompolno endete die von Norden kommende Schmalspurbahn Aleksandrów Kujawski–Sompolno, und die westwärts verlaufende Schmalspurbahn Sompolno–Jabłonka Słupecka und die Schmalspurbahn Sompolno–Dąbie Kolskie begannen. An letzterer endete die Schmalspurbahn Włocławek–Przystronie bei der Ortschaft Przystronie.

## Söhne der Gemeinde
- Theodor Bierschenk (1908–1996), deutscher Lehrer, Politiker und Vertriebenenfunktionär
- Marcin Sapa (* 1976), Radrennfahrer, geboren in Mąkolno